# Stożkówka podalpejska
Stożkówka podalpejska (Conocybe subalpina Hauskn.) – gatunek grzybów z rodziny gnojankowatych (Bolbitiaceae).

## Systematyka i nazewnictwo
Pozycja w klasyfikacji według Index Fungorum: Conocybe, Bolbitiaceae, Agaricales, Agaricomycetidae, Agaricomycetes, Agaricomycotina, Basidiomycota, Fungi.
Po raz pierwszy opisał go w 1989 r. Rolf Singer jako odmianę stożkówki ochrowordzawej (Conocybe mesospora var. subalpina). W 1992 r. R. Singer i Anton Hausknecht podnieśli go do rangi odrębnego gatunku. Synonimy:
- Conocybe mesospora var. subalpina Singer 1989
- Conocybe subalpina (Singer) Singer & Hauskn. 1992
- Conocybe subpallida var. subalpina (Singer) Arnolds 2003

Polską nazwę zarekomendował w 2003 roku Władysław Wojewoda. Epitet gatunkowy jest tłumaczeniem nazwy naukowej.

## Występowanie i siedlisko
W Polsce do 2003 r. podano dwa stanowiska, wiele stanowisk podano w późniejszych latach. W internetowym atlasie grzybów znajduje się na liście gatunków zagrożonych i wartych objęcia ochroną.
Naziemny grzyb saprotroficzny występujący w lasach.